# Platon (fotograf)
Platon (n. Platon Antoniou; n. 20 aprilie 1968, Londra, Anglia, Regatul Unit) este un fotograf britanic care a fotografiat numeroși președinți și personalități de renume mondial. Fotografia făcută lui Vladimir Putin a fost pe coperta revistei Time în 2007.
Născut la Londra în 1968, a fost crescut în Grecia de către mama sa engleză și tatăl grec. A urmat Școala de Artă din Saint Martin și Colegiul Regal de Artă, unde unul dintre profesorii și mentorii săi a fost John Hinde (fotograf).
După ce a lucrat timp de câțiva ani la British Vogue, Platon a fost invitat la New York să lucreze pentru regretatul John Kennedy Jr. și revista sa politică "George".
Imprimând portrete pentru o serie de publicații internaționale, inclusiv Rolling Stone, revista New York Times, Vanity Fair, Esquire, GQ și revista Sunday Times. Platon a dezvoltat o relație specială cu revista Time, producând peste 20 de coperte pentru ei. În 2007, realzează fotografia (la acel moment) premierului rus Vladimir Putin ce a fost desemnat ca omul anului de către revista Time. Această imagine a fost premiată la Premiul World Press Photo.
În 2008, el a semnat un contract de termen lung cu New Yorker. În calitate de fotograf al publicației, a realizat câteva eseuri fotografice pe scară largă, dintre care două au câștigat premiile ASME în 2009 și 2010. Portofoliul New Yorker al lui Platon sa concentrat pe teme precum Militarii din SUA, portretele liderilor mondiali și Mișcarea drepturilor civile.
În 2009, Platon a colaborat cu Human Rights Watch pentru ai ajuta săi susțină pe cei care luptă pentru egalitate și dreptate în țările suprimate de forțele politice. Aceste proiecte au subliniat apărătorii drepturilor omului din Birmania, precum și liderii revoluției egiptene. În urma acoperirii sale cu Birmania, Platon la fotografiato pe Aung San Suu Kyi pentru coperta ”Time” câteva zile după eliberarea ei din arest la domiciliu. În 2011, Platon a fost onorat cu premiul Peabody pentru colaborarea cu revista New Yorker și Human Rights Watch pe tema ”Societatea Civilă a Rusiei”
Platon a publicat patru cărți cu lucrările sale: 
- REPUBLICA PLATONĂ [Phaidon Press, 2004], o retrospectivă a lucrării sale timpurii;
- POWER [Chronicle, 2011], sute de portrete ale celor mai puternici lideri ai lumii;
- CHINA: PRIN STICLA LUMII, [Muzeul Metropolitan de Art.ă, 2015],
- SERVICE [Prestel, 2016], dedicat bărbaților și femeilor din Forțele Armate a Statelor Unite, rănilor lor fizice și psihologice , valorilor extraordinare și emoțiilor aprinse care îi înconjoară față de cei pe care îi slujesc.

Activitatea lui Platon a fost expusă într-o mulțime de galerii și muzee, atât în țară, cât și în străinătate. A expus la New York la Galeria Matthew Marks și la galeria Howard Greenberg, precum și la nivel internațional la Colette Gallery din Paris, Franța. Societatea Istorică din New York a expus un spectacol solo al fotografiilor de drepturi civile ale lui Platon, care rămân ca parte a colecției permanente a muzeului. Fotografiile lui Platon de asemenea au devenit parte a expozițiilor permanente în Muzeul de artă fotografică din Florida, Muzeul de artă fotografică din Tampa și Muzeul de fotografie Westlicht din Viena, Austria și Scoția National Portrait Gallery din Edinburgh.
În 2013, Platon a înființat o fundație non-profit numită Portofoliul Poporului. Fundația aspiră să creeze un limbaj vizual care să rupă barierele, să extindă demnitatea, să lupte împotriva discriminării și să îndemne publicul să susțină drepturile omului în întreaga lume. El activează drept Director Creativ la ”Large” (Centrul pentru Drepturile Civile și Drepturile Omului din Atlanta).
Platon este în prezent membru în Consiliul de Arte și Cultură la Forumul Economic Mondial și servește drept steward pentru Inițiativa de Creștere Economică și Incluziune Socială.